# Facklig organisationsgrad
Facklig organisationsgrad  avser den procentuella andelen fackligt anslutna löntagare inom ett land. 
Ofta anges organisationsgraden per bransch, kön, åldersgrupp, arbetare/tjänstemän, tidsbegränsat/fast anställda mm eller olika kombinationer av dessa eller andra variabler. Vanligen avses andelen fackligt anslutna anställda. Ibland inkluderas även arbetslösa.

## En internationellt mycket hög organisationsgrad i Sverige
Sverige tillhör länderna med allra högst organisationsgrad. År 2019 var 68 procent av de anställda medlem i en fackförening och 2022 69 procent. Heltidsstuderande som arbetar vid sidan om studierna är här exkluderade. Dessa tal har erhållits genom specialkörningar av Statistiska centralbyråns (SCB:s) arbetskraftsundersökningar (AKU) och avser årsgenomsnittet. 
I Danmark och Finland, som i likhet med Sverige har fackliga arbetslöshetskassor, är den fackliga organisationsgraden liksom i Sverige hög och har precis som i Sverige minskat ganska mycket. Norge saknar fackliga a-kassoroch har en lägre men mer stabil organisationsgrad. Där är ungefär varannan löntagare fackligt ansluten. I Storbritannien är organisationsgraden 23 procent, i Tyskland och Japan lägre än 20 procent, i USA 10 procent (2019) och i Frankrike ca 9 procent. I det sistnämnda landet är det främst de fackligt aktiva som är med i facket.
I och med att fackföreningar företräder alla löntagare, inte bara sina medlemmar, krävs en hög organisationsgrad för att få legitimitet.
Under 2000-talet har trenden varit en minskande facklig organisationsgrad i Sverige. År 2000 var 81 procent av de anställda fackligt anslutna, att jämföras med 69 procent 2022. Den fallande trenden syns tydligast bland arbetare, där den fackliga organisationsgraden har minskat till 59 procent 2022. Det betyder att mer än 70 procent av de fackligt anslutna idag är tjänstemän. 

## Fackligt medlemsras i Sverige under 2007 och 2008
Mellan 2006 och 2008 inträffade ett fackligt medlemsras i Sverige. Fackföreningarna förlorade under åren 2007 och 2008 sammanlagt 245.000 medlemmar. Den fackliga organisationsgraden sjönk från 77 procent 2006 till 71 procent 2008 sedan a-kasseavgifterna höjts kraftigt 1 januari 2007 och skattereduktionen för medlemskap i fackförening (25 procent) och a-kassa (40 procent) avskaffats vid samma tidpunkt. En så stor nedgång under så kort tid saknar motsvarighet i Sveriges moderna historia och är ovanligt ur ett internationellt perspektiv. De fackliga a-kassorna förlorade ännu fler medlemmar. Mellan 1993 och 2006 sjönk den fackliga organisationsgraden från 85 procent till 77 procent, men det rörde sig då om en mer successiv nedgång (i genomsnitt 0,85 procentenhet per år) förorsakad av bland annat förändringar av arbetskraftens sammansättning. Andelen sysselsatta i sektorer med mycket hög organisationsgrad (offentlig sektor och industri) minskade medan de privata tjänstenäringarna, där organisationsgraden är lägre, expanderade.   

## Den fackliga organisationsgradens utveckling under finanskrisen, pandemin 2020-2021 och inflationsåret 2022
Under den djupa lågkonjunkturen 2009 upphörde det fackliga medlemsraset om man bortser från vissa arbetargrupper i de privata tjänstenäringarna som hotell- och restauranganställda. Den fackliga organisationsgraden förblev således oförändrat 71 procent detta år liksom under 2010. Åren 2011-2014 var den 70 procent och 2015-2017 69 procent och 2018-2019 68 procent, men skillnaderna mellan arbetare och tjänstemän har ökat. År 2006 var andelen fackligt anslutna 77 procent hos både arbetarna och tjänstemännen. År 2019 tillhörde 60 procent av arbetarna en fackförening mot 72 procent av tjänstemännen.
Under pandemiåren 2020 och 2021 steg organisationsgraden: bland arbetare till 61 procent 2020 och 62 procent 2021, bland tjänstemän till 73 procent 2020 och 74 procent 2022 samt bland anställda totalt till 69 procent 2020 och 70 procent 2021. Under dessa år och framför allt under 2021 kände många anställda stor osäkerhet om pandemins och ekonomins utveckling vilket medförde en medlemstillströmning till fackföreningar och a-kassor. 
Under år 2022 medförde den höga inflationen att reallönerna sjönk vilket gjorde att framför lågavlönade övervägde om de hade råd att betala fackavgiften. År 2022 sjönk den fackliga organisationsgraden bland arbetare till 59 procent, bland tjänstemän till 73 procent och bland anställda i genomsnitt till 69 procent.
Den genomsnittliga fackliga anslutningsgraden i Sverige är dock ur ett internationellt perspektiv fortfarande mycket hög.